# Хедда (фильм)
«Хедда» (англ. Hedda) — будущий американский художественный фильм режиссёра Нии Дакосты. Сюжет основан на пьесе Генрика Ибсена «Гедда Габлер».

## Сюжет
Главная героиня, Гедда Габлер, мечтающая о возвышенном и прекрасном, преодолевает трудности, связанные с домом, который ей не нужен, браком, в котором она чувствует себя запертой, и бывшим любовником, который снова появился в её жизни.

## В ролях
- Тесса Томпсон — Хедда Габлер
- Ева Хьюсон
- Каллум Тёрнер
- Нина Хосс
- Николас Пиннок
- Имоджен Путс
- Том Бейтман
- Финбар Линч
- Миррен Мак
- Джамаэль Вестман
- Саффрон Хокинг

## Производство
В июле 2022 года было объявлено, что Ниа Дакоста напишет сценарий и выступит режиссёром переосмысления пьесы Генрика Ибсена. В апреле 2023 года Тесса Томпсон была приглашена на главную роль в фильме, а также выступит в качестве продюсера. В июне к актёрскому составу присоединились Ив Хьюсон, Каллум Тернер, Нина Хосс и Николас Пиннок. В январе 2024 года к актёрскому составу фильма присоединились Имоджен Путс, Том Бейтман, Финбар Линч, Миррен Мак, Джамаэль Вестман и Саффрон Хокинг.
Пре-продакшн начался в ноябре 2023 года, Дакоста покинула производство «Марвелов» на этапе пост-продакшна, чтобы начать работу над фильмом. Основные съёмки начались в Великобритании в январе 2024 года.

## Выход
Выпуск фильма в США намечен на октябрь 2025 года.